# نرغسي (إيوان)
نرغسي (بالفارسية: نرگسی) هي مستوطنة تقع في قسم نبوت الريفي (مقاطعة إيوان) في إيران. يقدر عدد سكانها بـ 100 نسمة .